# Neuilly-sur-Marne
Neuilly-sur-Marne je vzhodno predmestje Pariza in občina v  departmaju Seine-Saint-Denis osrednje francoske regije Île-de-France. Leta 1999 je imelo naselje 32.754 prebivalcev.

## Geografija
Neuilly-sur-Marne leži v jugovzhodnem delu departmaja 15 km vzhodno od središča Pariza, na desnem bregu reke Marne. Občina meji na jugu na Noisy-le-Grand, na zahodu na Neuilly-Plaisance, na severu na Villemomble, na severovzhodu na Gagny, na vzhodu pa na Gournay-sur-Marne.

## Administracija
Neuilly-sur-Marne je sedež istoimenskega kantona, vključenega v okrožje Le Raincy.

## Zgodovina
Ime naselja se prvikrat omenja leta 998 v karti frankovskega kralja Roberta II. - Nobiliacum.
13. aprila 1892 se je iz občine odcepila tretjina ozemlja, na katerem je bila ustanovljena nova občina Neuilly-Plaisance.